# Maasmechelen
Maasmechelen belga település a flandriai Limburg tartományban, a tongereni járás területén található. A városnak a résztelepülésekkel együtt 36661 lakosa van (a helyi megnevezésük maasmechelaar
A település legnagyobb része a Maas (Meuse) folyó völgyében fekszik, és közvetlenül határos Hollandiával. A település nyugati része, amely Zutendaal és As városokkal szomszédos, a Kempen fennsíkon található. A két földrajzi egység közötti szintkülönbség helyenként eléri a 45 métert.
Közigazgatásilag Maasmechelen része még Mechelen-aan-de-Maas, Vucht, Leut, Meeswijk, Uikhoven, Eisden, Opgrimbie, Boorsem és Kotem települések.
Maasmechelent legkönnyebben az E314-es autópályán lehet megközelíteni Brüsszel, Leuven vagy Aachen felől. A Mass folyóval nagyjából párhuzamosan fut az N78-as út, amely Maasmechelent és résztelepüléseit köti össze.

## Bányászat

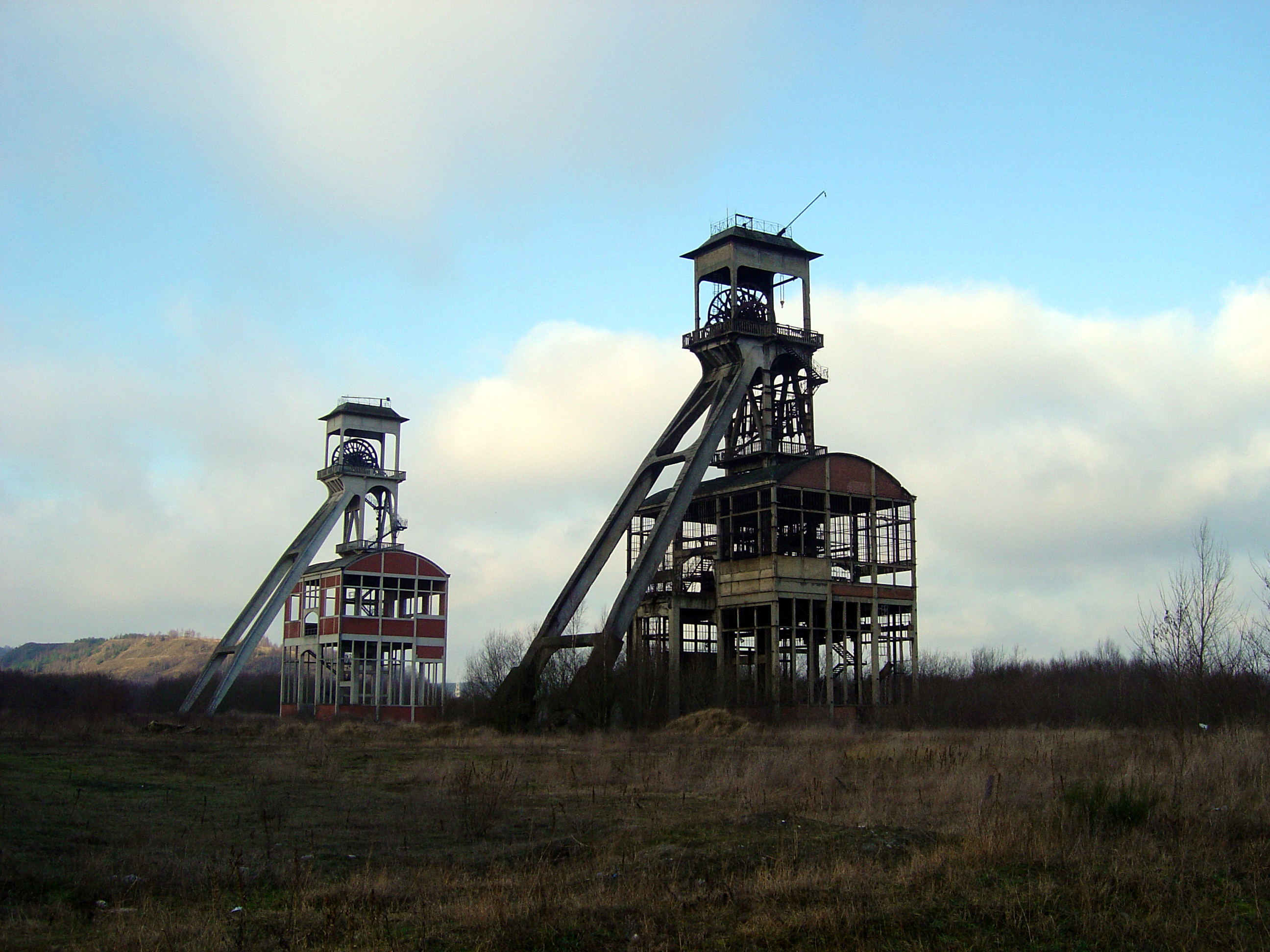
Elhagyott bányatornyok Maasmechelen közelében

Eisden település északi részén 1907-ben kezdte meg a kőszén bányászatát az S.A. Charbonnages Limbourg-Meuse vállalat, amely 1923-1987 között N.V coal mines Limburg-Maas néven működött. A bánya egyes épületei még ma is láthatók, területének egy részén található ma a Maasmechelen Village bevásárlófalu. A bánya épületeinek nagy részét 1987 után lerombolták, a maradékban ma önkormányzati iskola, szálloda, kávézó és mozi működik. A bánya aknái felett épített tornyokat ipari emlékműként őrizték meg.
A bánya munkásai számára Eisden, Vucht, Mechelen és Opgrimbie településeken lakóövezeteket építettek, majd később szociális lakóövezeteket alakítottak ki itt. A környéken nagy nehézséget okoz az építtetőknek, hogy a használaton kívüli aknák, járatok beomolhatnak, amely a talaj megsüllyedését és a házak instabillá válását okozhatja. Emellett a talajvizet is állandóan ki kell pumpálni a járatokból, a vizet tisztítás után Limburg tartomány nagy részén ivóvízként használják.
A bányaművelés a környék lakosságát is befolyásolta: a munkások nagy számban érkeztek Hollandiából, Lengyelországból, Olaszországból és Törökországból, leszármazottaik ma is itt élnek. Ezen kívül szlovén és görög bevándorlók is érkeztek – a becslések szerint a mai lakosság fele nem belga származású.

## Kultúra
- Maasmechelenben számos olasz és görög étterem található
- A belvárosban speciális török és olasz boltok és szupermarketek működnek
- A városban egy nagyobb (török) és két kisebb (marokkói) mecset szolgálja ki a helyi muzulmán közösséget. ezen felül egy görök katolikus templom is működik itt. Eisden-Tuinwijk-ban található a bányakatedrális, amelyet a helyi bányászok védőszentjének, nikomédiai Szent Borbálának szenteltek.
- A városban és környékén számos fesztivált rendeznek minden évben:
  - meglepő módon a karnevál november 11-én kezdődik Maasmechelenben
  - a De Limburgse Stripbelofte keretén belül minden évben ide gyűlnek a belga képregények rajongói és rajzolói
  - nyaranként önkéntesek rendezik a kétnapos Moshvalleyfest metálzenei fesztivált
  - a helyi infjúsági központ közreműködésével szervezik a Glitz zenei fesztivált a techno/elektro zene kedvelőinek

### Érdekesség
A holland De partizanen című tévésorozatot, amely egy második világháborús holland partizáncsoportnak állított emléket, Leut faluban és környékén forgatták. A sorozat érdekessége, hogy a szereplők a helyi limburgi nyelvjárást használták.
A város közepén található szökőkútban 2006-ban horogkeresztet véltek felfedezni a GoogleEarth használói. A polgármester ígéretet tett a szökőkút átépítésére, bár a földről a kereszt nem látható.

## Turisztika, természet

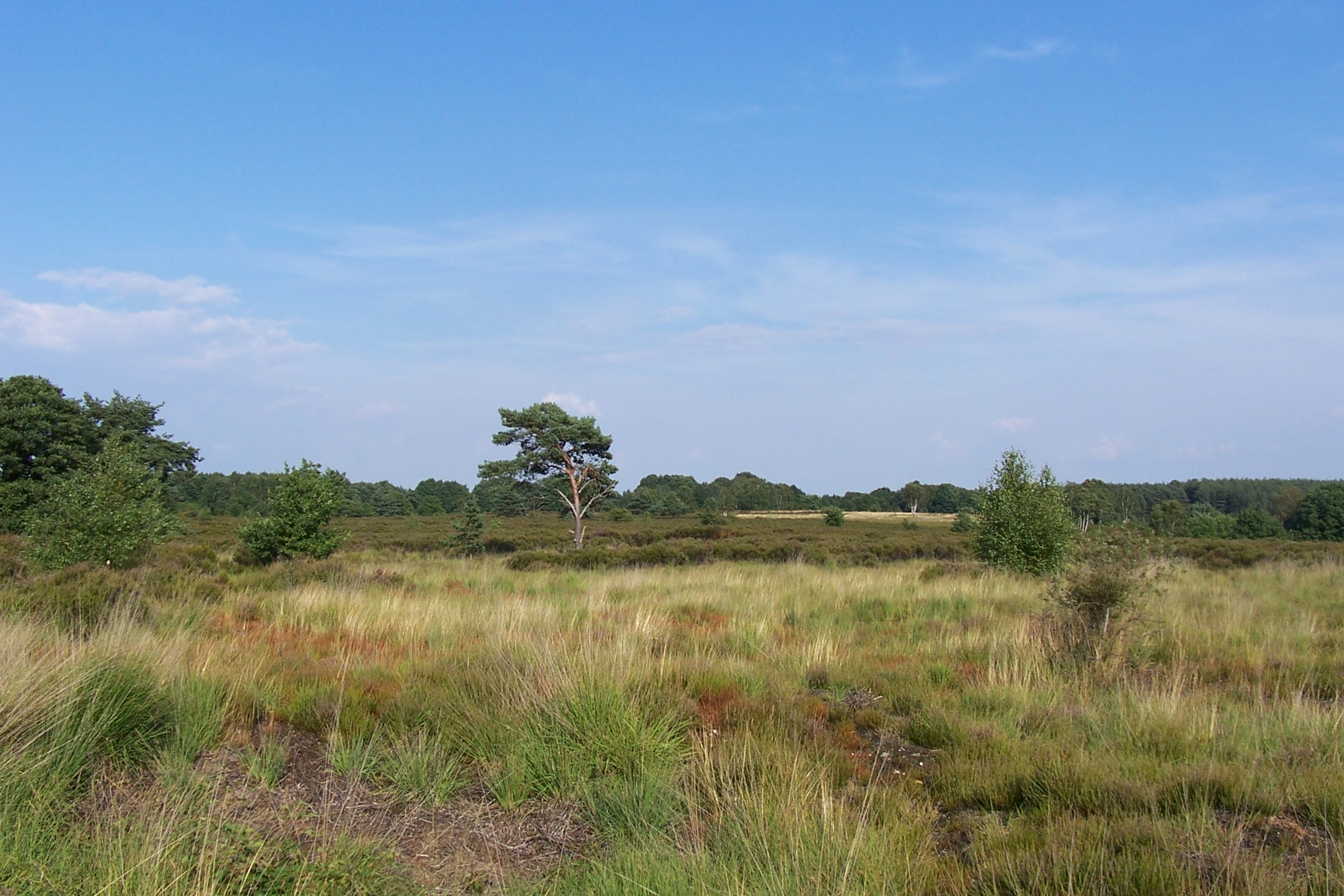
A Hoge Kempen látképe Mechelse Hei közelében

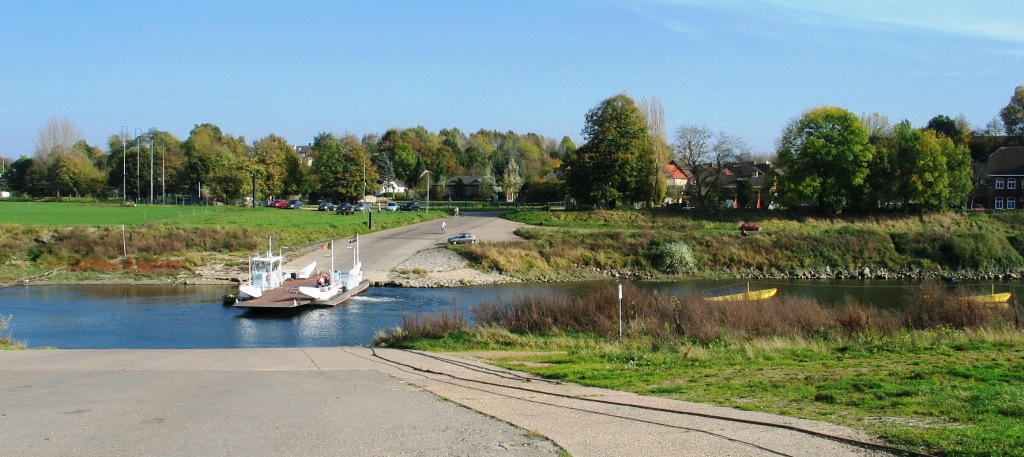
Komp a Maas folyón Maasmechelen közelében

- A település területén fekszik a Hoge Kempen belga nemzeti park jelentős része. A nemzeti park egyik hivatalos "bejárata" (Toegangspoort), a Mechelse Heide itt található.[6] A bejárat közelében kávézó, kempingek és a nemzeti parkon keresztül vezető ösvények kiindulási pontja található.
- A régi eisdeni vasútállomás közelében található a Het Kolenspoor kisvonat végállomása, amely a nemzeti parkon keresztül viszi az utazókat a régi limburgi bányákat a belga nemzeti vasúthálózattal összekötő síneken.
- A Maas folyó árterében található a 280 hektáros de Maaswinkel. A kiemelkedően szép területen gyalog- és kerékpárút-hálózatot építettek ki.[7][8] Leut falu környékén 1981 óta legelésznek a lengyel eredetű konik kislovak.
- Maasmechelen környéke kiterjedt kerékpárúthálózattal rendelkezik, amelyet 1995 óta a helyi Regionaal Landschap Kempen en Maasland kezelésébe tartozik.[9] A kerékpárút-hálózatot az eisdeni Hugo Bollen, volt bányamérnök tervezte meg és jól kijelölt csomópontjaival igen könnyű tájékozódást tesz lehetővé.[10]

## Fordítás
- Ez a szócikk részben vagy egészben  a   Maasmechelen című holland Wikipédia-szócikk fordításán alapul.  Az eredeti cikk szerkesztőit annak laptörténete sorolja fel. Ez a jelzés csupán a megfogalmazás eredetét és a szerzői jogokat jelzi, nem szolgál a cikkben szereplő információk forrásmegjelöléseként.

## Külső hivatkozások
- Maasmechelen hivatalos weblapja